# Juana Pabla Carrillo
Juana Pabla Carrillo Viana (Asunción, Paraguai, 24 de juny de 1807-Ibídem, 12 de juliol de 1871) va ser una patrícia i primera dama paraguaiana, més coneguda per haver estat esposa del primer president constitucional del seu país, Carlos Antonio López, i mare del successor d'aquest, Francisco Solano López.